# Banda X
La banda X es una parte de la región de microondas del espectro electromagnético. Su rango de frecuencias está comprendido entre 8.2 y 12,4 GHz.
La porción que va de 10,7-12,5 GHz se solapa con la banda Ku. Esta banda se usa para las comunicaciones con sondas espaciales en exploración espacial.
El término se usa también para referirse informalmente a la banda AM extendida.

## Comunicaciones por Satélite

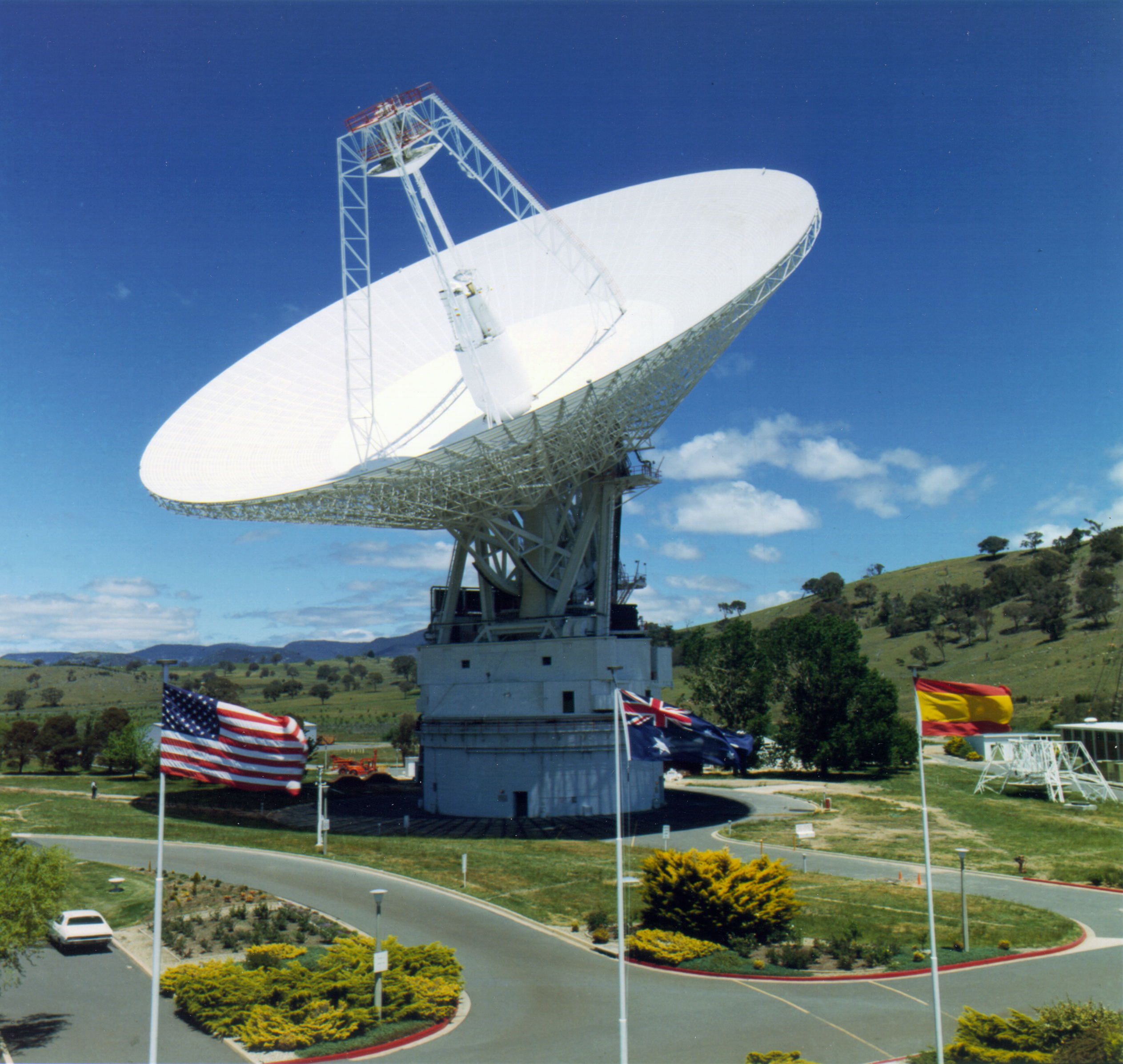
Antena de comunicaciones de 70 metros en banda X de la Red del Espacio Profundo de la NASA en Canberra, Australia.

Para comunicaciones por satélite, el estándar para la banda de bajada (para recepción de señales) va de 7,25 a 7,75 GHz, mientras que el de la banda de subida (para el envío de señales) va de 7,9 a 8,4 GHz. La frecuencia típica del oscilador local de una banda X, es de 6300 MHz.

## Radar

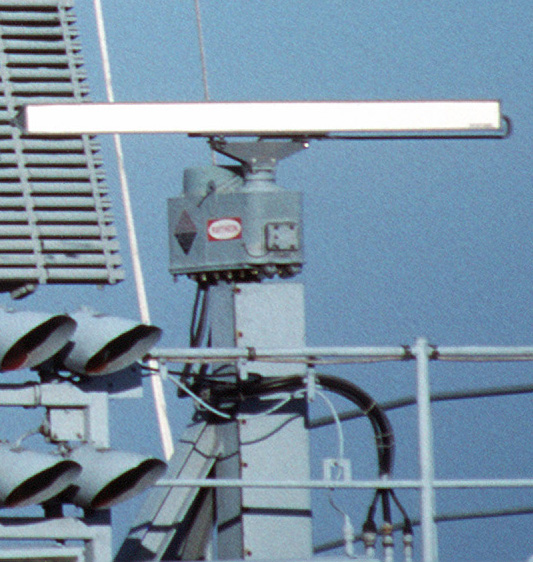
Radar en el USS Theodore Roosevelt portaaviones.

El radar de 3 cm es de banda estrecha y usa frecuencias comprendidas entre 5,2 a 10,9 GHz. 
Hay varios tipos de radar de banda X. Podemos encontrar radares de onda continua, pulsados, de polo único, de polo doble, SAR, o phased array. 
El radar de banda X tiene varias modalidades de uso como por ejemplo, radar de uso civil, militar e instituciones gubernamentales, en aplicaciones como radar meteorológico, tráfico de control aéreo, defensa militar y otras.
Los sistemas de radar de banda X han suscitado un gran interés en las últimas décadas. La longitud de onda relativamente corta en esta banda de frecuencias, permite obtener una resolución bastante alta en la proyección de imagen del radar, para la identificación y discriminación del blanco.

## Radioaficionado
En muchos países, se reserva el segmento 10 a 10,5 GHz para radioaficionados (no se suele usar la porción comprendida entre 10,27 y 10,3 GHz)